# Einsteinův tenzor
V diferenciální geometrii je Einsteinův tenzor (pojmenovaný po Albertovi Einsteinovi) používaný k vyjádření zakřivení pseudo-Riemannovy variety. V obecné teorie relativity se vyskytuje v Einsteinových rovnicích gravitačního pole pro gravitaci, které popisují zakřivení časoprostoru v souladu s energií a zachováním hybnosti.

## Definice
Einsteinův tenzor {\displaystyle \mathbf {G} } je tenzor druhého řádu definovaný přes pseudo-Riemannianovy tenzory. V zápisu bez indexu je definován jako
{\displaystyle \mathbf {G} =\mathbf {R} -{\frac {1}{2}}\mathbf {g} R,}
kde {\displaystyle \mathbf {R} } je Ricciho tenzor, {\displaystyle \mathbf {g} } je metrický tenzor a {\displaystyle R} je skalární zakřivení. Ve složkové formě předchozí rovnice se přečte jako
{\displaystyle G_{\mu \nu }=R_{\mu \nu }-{1 \over 2}g_{\mu \nu }R.}
Einsteinův tenzor je symetrický
{\displaystyle G_{\mu \nu }=G_{\nu \mu }}
a stejně jako tenzor energie a hybnosti je rozdílnost
{\displaystyle \nabla _{\mu }G^{\mu \nu }=0\,.}